# Buchnera decandollei
Buchnera decandollei är en snyltrotsväxtart som beskrevs av R. Govaerts. Buchnera decandollei ingår i släktet Buchnera och familjen snyltrotsväxter. Inga underarter finns listade i Catalogue of Life.